# 10089 Тюрго
10089 Тюрго (10089 Turgot) — астероїд головного поясу, відкритий 22 вересня 1990 року.
Тіссеранів параметр щодо Юпітера — 3,511.
Названо на честь Анн-Робер-Жака Тюрго (фр. Anne Robert Jacques Turgot, 1727–1781) — видатного французького економіста і політика другої половини XVIII ст.